# Діон Колс
Діон Колс (фр. Dion Cools, нар. 4 червня 1996, Кучинг) — малайзійський футболіст, захисник данського клубу «Мідтьюлланд».
Виступав за молодіжну збірну Бельгії.

## Клубна кар'єра
Народився 4 червня 1996 року в місті Кучинг в родині бельгійця і малазійки. Вихованець юнацьких команд футбольних клубів «Темпо» (Оверейсе), «Ауд-Геверле» та «Андерлехт». У липні 2014 року підписав з «Ауд-Геверле» професійний контракт.
3 серпня 2014 року дебютував у другому бельгійському дивізіоні, в поєдинку проти клубу «Расінг Мехелен», вийшовши на поле в стартовому складі. Всього провів у команді один сезон, взявши участь у 26 матчах чемпіонату і допоміг клубу вийти до вищого дивізіону.
Влітку 2015 року Колс перейшов у «Брюгге». 24 липня 2015 року дебютував у Лізі Жюпіле в поєдинку проти «Сент-Трюйдена», вийшовши у стартовому складі і провівши на полі весь матч. Всього в дебютному сезоні провів п'ять зустрічей. 29 липня 2016 року, в поєдинку чемпіонату Бельгії проти «Мехелена» забив свій перший професійний м'яч, чим допоміг своїй команді перемогти з рахунком 2:0. Загалом з командою у 2016 та 2018 роках вигравав чемпіонат та Суперкубок Бельгії. За чотири з половиною сезони відіграв за команду з Брюгге 81 матч у національному чемпіонаті.
31 січня 2020 року підписав трирічний контракт з данським «Мідтьюлландом»,

## Виступи за збірні
2014 року дебютував у складі юнацької збірної Бельгії, взяв участь у 10 іграх на юнацькому рівні, відзначившись 2 забитими голами. Брав участь у відбіркових частинах до юнацьких чемпіонатів Європи, однак у фінальну стадію разом зі збірною не виходив.
З 2016 року залучався до матчів молодіжної збірної Бельгії, у її складі поїхав на молодіжний чемпіонат Європи 2019 року в Італії. У першому матчі в групі проти Польщі він відзначився голом на 84-й хвилині, але його команда поступилася 2:3. В підсумку програвши всі три гри бельгійці закінчили турнір на останньому місці у групі.

## Статистика виступів

### Статистика клубних виступів
Станом на 24 жовтня 2020
| Сезон                   | Команда                 | Чемпіонат               | Чемпіонат | Чемпіонат | Національний кубок | Національний кубок | Національний кубок | Континентальні кубки | Континентальні кубки | Континентальні кубки | Інші змагання | Інші змагання | Інші змагання | Усього | Усього | Усього |
| Сезон                   | Команда                 | Ліга                    | Ігор      | Голів     | Ліга               | Ігор               | Голів              | Ліга                 | Ігор                 | Голів                | Ліга          | Ігор          | Голів         | Ігор   | Голів  |        |
| ----------------------- | ----------------------- | ----------------------- | --------- | --------- | ------------------ | ------------------ | ------------------ | -------------------- | -------------------- | -------------------- | ------------- | ------------- | ------------- | ------ | ------ | ------ |
| 2014–15                 | «Ауд-Геверле»           | 2Д                      | 26+6      | 0         | КБ                 | -                  | -                  | -                    | -                    | -                    | -             | -             | -             | 32     | 0      |        |
| 2015–16                 | «Брюгге»                | Л1                      | 5         | 0         | КБ                 | 3                  | 0                  | ЛЧ+ЛЄ                | 4+0                  | 1+0                  | СБ            | 0             | 0             | 12     | 1      |        |
| 2016–17                 | «Брюгге»                | Л1                      | 20+4      | 3         | КБ                 | 2                  | 0                  | ЛЧ                   | 3                    | 0                    | СБ            | 1             | 0             | 30     | 3      |        |
| 2017–18                 | «Брюгге»                | Л1                      | 25+10     | 3         | КБ                 | 5                  | 0                  | ЛЧ+ЛЄ                | 0+1                  | 0                    | -             | -             | -             | 41     | 3      |        |
| 2018–19                 | «Брюгге»                | Л1                      | 14+1      | 1         | КБ                 | 1                  | 0                  | ЛЧ+ЛЄ                | 2+1                  | 0                    | СБ            | 1             | 0             | 20     | 1      |        |
| 2019-січ. 2020          | «Брюгге»                | Л1                      | 2         | 0         | КБ                 | 0                  | 0                  | ЛЧ                   | 1                    | 0                    | -             | -             | -             | 3      | 0      |        |
| Усього за «Брюгге»      | Усього за «Брюгге»      | Усього за «Брюгге»      | 81        | 7         |                    | 11                 | 0                  |                      | 12                   | 1                    |               | 2             | 0             | 106    | 8      |        |
| січ.-черв. 2020         | «Мідтьюлланд»           | СЛ                      | 5         | 0         | КД                 | 0                  | 0                  | ЛЄ                   | -                    | -                    | -             | -             | -             | 5      | 0      |        |
| 2020–21                 | «Мідтьюлланд»           | СЛ                      | 5         | 0         | КД                 | 0                  | 0                  | ЛЧ                   | 0                    | 0                    | -             | -             | -             | 5      | 0      |        |
| Усього за «Мідтьюлланд» | Усього за «Мідтьюлланд» | Усього за «Мідтьюлланд» | 10        | 0         |                    | 0                  | 0                  |                      | 0                    | 0                    |               | -             | -             | 10     | 0      |        |
| Усього за кар'єру       | Усього за кар'єру       | Усього за кар'єру       | 123       | 7         |                    | 11                 | 0                  |                      | 12                   | 1                    |               | 2             | 0             | 148    | 8      |        |